# José Gonçalves Leonardo
José Gonçalves Leonardo, também chamado apenas de Leonardo (Rio de Janeiro, 16 de julho de 1860 – São Paulo, 24 de outubro de 1918), foi um ator, cantor, maxixeiro e diretor de cinema brasileiro, conhecido por ter protagonizado o primeiro filme de ficção do Brasil, Nhô Anastácio Chegou de Viagem, de Julio Ferrez.

## Biografia
Nascido no Rio de Janeiro em 16 de julho de 1860, José Gonçalves Leonardo logo se destacou no teatro de revista. Em 1908 participou do filme Nhô Anastácio Chegou de Viagem, considerado o primeiro filme de ficção do Brasil, em que interpretava o personagem titular. O filme foi relançado no ano seguinte, dessa vez com o título de Seu Anastácio Chegou de Viagem, e como filme falante e cantante, ou seja, com os atores por trás da tela dublando-se ao vivo.
Ainda em 1909, participa de Fandaguaçu, filme em que cantava a cançoneta de mesmo nome. Estreou como diretor no ano seguinte, nos filmes A Gueixa e Sonho de Valsa, também filmes falantes e cantantes. Encerra sua carreira cinematográfica em 1910, após estrelar os filmes Os Efeitos do Maxixe e No Requebro, além de dirigir o longa-metragem O Casamento de Esteves.
Leonardo faleceu em 24 de outubro de 1918, em São Paulo, aos 58 anos de idade, em decorrência da gripe espanhola.

## Filmografia

### Como ator
- 1908: Nhô Anastácio Chegou de Viagem
- 1908: Fandaguaçu
- 1909: A Gueixa
- 1909: Sonho de Valsa
- 1910: Os Efeitos do Maxixe
- 1910: No Requebro

### Como diretor
- 1909: A Gueixa
- 1909: Sonho de Valsa
- 1910: O Casamento de Esteves